# Paphiopedilum yingjiangense
Paphiopedilum yingjiangense är en orkidéart som beskrevs av Zhong Jian Liu och Sing Chi Chen. Paphiopedilum yingjiangense ingår i släktet Paphiopedilum och familjen orkidéer. Inga underarter finns listade i Catalogue of Life.